# Violence Unimagined
Violence Unimagined petnaesti je studijski album američkog death metal-sastava Cannibal Corpse. Album je 16. travnja 2021. godine objavila diskografska kuća Metal Blade Records. Prvi je album sastava s gitaristom Erikom Rutanom. 

## Popis pjesama
| 1.    | »Murderous Rampage«       | Paul Mazurkiewicz | Rob Barrett | 4:07 |
| 2.    | »Necrogenic Resurrection« | Alex Webster      | Webster     | 3:06 |
| 3.    | »Inhumane Harvest«        | Barrett           | Barrett     | 4:32 |
| 4.    | »Condemnation Contagion«  | Erik Rutan        | Rutan       | 4:17 |
| 5.    | »Surround, Kill, Devour«  | Webster           | Webster     | 4:10 |
| 6.    | »Ritual Annihilation«     | Rutan             | Rutan       | 3:48 |
| 7.    | »Follow the Blood«        | Barrett           | Barrett     | 4:39 |
| 8.    | »Bound and Burned«        | Barrett           | Barrett     | 4:04 |
| 9.    | »Slowly Sawn«             | Webster           | Webster     | 3:30 |
| 10.   | »Overtorture«             | Rutan             | Rutan       | 2:28 |
| 11.   | »Cerements of the Flayed« | Mazurkiewicz      | Webster     | 4:07 |
| 42:48 |                           |                   |             |      |

## Zasluge
Cannibal Corpse
- Alex Webster – bas-gitara
- Paul Mazurkiewicz – bubnjevi
- Rob Barrett – gitara
- George "Corpsgrinder" Fisher – vokali
- Erik Rutan – gitara, prateći vokali (pjesma 1.), produkcija, inženjer zvuka, miks

Ostalo osoblje
- Brian Ames – grafički dizajn
- Alex Morgan – fotografije
- Vincent Locke – omot albuma
- Alan Douches – mastering
- Art Paiz – pomoćni inženjer zvuka